# Marius Klumperbeek
Marius Pieter Louis Klumperbeek (* 7. August 1938 in Jakarta, heute Indonesien) ist ein ehemaliger niederländischer Steuermann im Rudern. 
Der 1,63 m große Marius Klumperbeek von der studentischen Rudervereinigung Njord in Leiden steuerte bei den Olympischen Spielen 1960 den niederländischen Vierer mit Steuermann, der im Halbfinale ausschied.
Vier Jahre später steuerte Klumperbeek bei den Olympischen Spielen 1964 einen Vierer mit Ruderern vom Ruderverein D.S.R.V. Laga in Delft. Mit Alex Mullink, Jan van de Graaff, Frederik van de Graaff und Robert van de Graaf gewann Klumperbeek die Bronzemedaille im Vierer mit Steuermann hinter den Booten aus Deutschland und Italien.  